# Gilbert Khunwane
Gilbert Khunwane (ur. 15 czerwca 1977) – botswański bokser, brązowy medalista igrzysk afrykańskich w Johannesburgu, olimpijczyk.

## Kariera amatorska
W 1999 roku zdobył brązowy medal podczas igrzysk afrykańskich w Johannesburgu. W półfinale jego rywalem był bokser z Tunezji Naoufel Ben Rabah, z którym przegrał na punkty. Dzięki zdobyciu medalu, zakwalifikował się na igrzyska olimpijskie w Sydney.
W 2000 roku startował na igrzyskach olimpijskich w Sydney. Khunwane odpadł już w 1 rundzie, przegrywając (5:17) z Meksykaninem Cristiánem Bejarano.
W 2002 r., Khunwane zdobył brązowy medal podczas Igrzysk Wspólnoty Narodów, które odbywały się w Manchesterze. W półfinale pokonał go Walijczyk Jamie Arthur, który został złotym medalistą tych zawodów.

## Walki olimpijskie 2000 - Sydney
| Runda | Przeciwnik        | Wynik | Pozycja końcowa |
| ----- | ----------------- | ----- | --------------- |
| 1     | Cristián Bejarano | 5:17  | 17 T            |